# Poligon badawczy
Poligon badawczy to wydzielony, zamknięty kompleks drogowy i urządzeń służący do badań pojazdów. Poligon ten jest wyposażony w specjalistyczne zaplecze techniczne, pomiarowe i obliczeniowe, które umożliwia wykonywanie prób w określonych i powtarzalnych warunkach. Wybudowanie takiego poligonu wraz z wyposażeniem jest bardzo kosztowne. 
Kompleks dróg na poligonie badawczym musi spełniać następujące zadania:
- umożliwiać wykonywanie różnorodnych testów badawczych w warunkach zapewniających pełne bezpieczeństwo,
- umożliwiać wykonywanie przyśpieszonych badań trwałości z zachowaniem wszystkich korelacji z warunkami eksploatacyjnymi
- umożliwiać symulację sytuacji, w jakich może znaleźć się pojazd podczas eksploatacji

Realizacja tych zadań wymaga tras o różnych nawierzchniach, różnorodnym profilu oraz konfiguracji. Nawierzchnie dróg muszą być trwałe, by ich charakterystyki z upływem czasu nie uległy zmianie. Na niektórych drogach są budowane przeszkody w celu badania pojazdu w określonych sytuacjach. Równolegle do tych dróg budowane są drogi pomocnicze, po których może się poruszać pojazd towarzyszący wyposażony w aparaturę badawczą. Dla poszczególnej drogi są wykonane odpowiednie charakterystyki, pozwalające na wnioskowanie o ich oddziaływaniu na pojazd. 
Typowe elementy poligonu badawczego
- tor do jazd szybkich
- tor do badań dynamicznych
- droga do badań zmęczeniowych
- drogi terenowe
- drogi do prób hamowania
- droga z pofałdowaną nawierzchnią
- droga z wymiennymi przeszkodami
- droga do badań hałaśliwości
- droga o nawierzchni z kamienia polnego
- wzniesienia
- płyty
- tunel kurzowy
- brody o różnym kształcie.

Ruch na drogach poligonu jest organizowany z centrum badawczego, wyposażonego w system łączności telewizyjnej, telefonicznej i radiowej. System sygnalizacji i zabezpieczeń jest połączony z komputerem centralnym. Nadzór merytoryczny nad pracami prowadzonymi na poligonie sprawuje wykwalifikowana kadra, opracowująca programy badań, wykonująca badania i analizująca wyniki. Dlatego też na poligonie oprócz dróg są też laboratoria.